# Bo, Flo & Co. – Familie und so
Bo, Flo & Co. – Familie und so (englischer Originaltitel: Boy Girl Dog Cat Mouse Cheese) ist eine US-amerikanisch-irisch-französische Zeichentrickserie, die 2019 erstmals ausgestrahlt wurde. In Deutschland ist die Serie zuerst ab dem 15. Februar 2021 auf Super RTL und Toggo plus zu sehen gewesen. Die Serie wurde in Zusammenarbeit mit Screen Ireland, BBC, Gulli, M6 Groupe, RTÈ, Super RTL, Disney Channel Frankreich und dem CNC produziert.

## Inhalt
In der Serie geht es um die beiden Teenager Bo und Flo, die mit ihrer Familie, bestehend aus einem Hund, einer Katze, einer Maus und einem sprechenden Stück Käse, allerlei Abenteuer erleben und in einigen Folgen gegen die Schmidt-Zwillinge kämpfen.
Haupt- und Nebenfiguren
- Bo ist ein ängstlicher Teenager und der Älteste. Er liebt seine Bobbelköpfe und ist mit seinem Freund Tucker im Bobbelkopf-Fanclubs. Sein bester Freund ist der Hund Doug. Er ist in jedem Fach in der Schule gut, will es aber nie zugeben. Außerdem ist er ein Trottel, da bis heute noch viele Sachen nicht alleine schafft.
- Flo ist ein mediensüchtiges, rebellisches Mädchen im Teenager-Alter und die Zweitälteste. Sie ist in jedem Fach nur durchschnittlich begabt und kämpft immer mit Lila Vogel. Außerdem liebt sie es, sich zu verkleiden und ihr größtes Vorbild ist Captain Calisto.
- Doug ist ein sportlicher Deutscher Schäferhund. Er mag Uniformen und Serien über einen Polizisten, der nachts Verbrecher jagt und zum Hip-Hop-Tänzer wird. Außerdem hilft er Bo immer wieder, da er nicht Nein sagen kann. Sein größtes Vorbild ist der muskulöse Muckimann, der sehr stark ist und wie Doug ständig Sport macht.
- Kit ist eine türkische Vankatze, die für gewöhnlich nie spricht, außer in der Folge „Ein Geheimnis zu viel“. Sie denkt nie besonders weit, da sie denkt, in ihrer eigenen kleinen Welt zu leben. In vereinzelten Folgen ist sie Kit Crusader, da sie Superheldin werden will, aber hat auch einen Feind, nämlich den Lichtblitz-Löwen, der eigentlich Jörg-Sven ist.
- Klaus ist eine intelligente Maus. Er bastelt gerne Roboter, mag alles, was etwas mit Wissenschaft zu tun hat, und wird meist übersehen, da dieser klein ist und in menschlicher Sprache nur leise spricht. Außerdem ist er der einzige von den Kindern, die Piercings tragen.
- Cheese ist ein sprechender französischer Käse. Sie ist meist faul und frech. In manchen Folgen versucht sie, etwas zu erreichen, scheitert allerdings anfangs meist wegen ihrer Geschwister. Außerdem kann sie ohne ihr Handy nicht leben. Sie sieht sich selbst als cool und schön. Ihr größtes Vorbild ist Posh Datybuttom.
- Chad ist cool und taucht nur in einigen Folgen aus der 1. Staffel auf. Er ist mit Flo befreundet, aber auch mit Bo. Er taucht nicht so oft in der Serie auf.
- Susie und Stevie Schmidt sind die Bösewichte der Serie. Sie machen immer Ärger und spielen der Familie einige Streiche. Außerdem bekommen diese am Ende der Folge ihre Gerechtigkeit. Jedoch tauchen sie in der 3. Staffel wenig auf.
- Jörg-Sven taucht nur selten auf und ist auch ein Bösewicht. Er ist klein und dick. Außerdem hasst er Flo, da diese die seltenste Ausgabe von Magnifi-Girl hat. Zudem versucht er mit KIt Crusader zu konkurrieren.
- Lila Vogel ist ein weiterer Bösewicht der Serie, ist eine Klasse über Flo, hat mehr Likes auf ihren Vlogs und mobbt Flo regelmäßig. Sie hat auch eine heimliche Vorliebe für Science-Fiction, was in einer Folge der 3. Staffel gezeigt wurde. Seit dieser Folge sind sie und Flo keine Rivalen mehr.
- Opa ist der Opa von Bo, Flo, Doug, Kit, Klaus und Cheese. Er hat so viele gefährliche und extreme Abenteuer erlebt und erzählte es der Familie. Was man bei der Folge „Opa Go“ sogar gezeigt wurde.
- Mom und Dad tauchen nur in der Folge „Ein ganz besonderes Geschenk“ der ersten Staffel auf. Aber, seit der 2. Staffel bekamen sie mehr Screentime.
- Tucker ist seit der Folge: "Ein neuer Freund für Bo" der beste Freund von Bo. Er liebt auch wie Bo Bobbelköpfe und ist mit ihm der Vorsitzende des "Bobbelkopf-Fanclubs".
- Lady Burlington ist eine einsame, reiche Frau in der Stadt. Zum ersten Mal tauchte sie in der Folge „Sir Dougs piekfeines Leben“ auf.
- Ms. Skippy ist die Inhaberin des Restaurant Skippys, welche bereits zwei Filialen besitzt. Außerdem wird ihr Essen sehr geliebt da, sie in der Folge „Chili, Chili, Chili“ sagte, dass sie mit ihrem Herz kocht. Ihre beiden Filialen wurden bereits boykottiert, konnten aber noch rechtzeitig gerettet werden.
- K.Jam ist Flos beste Freundin. Zum ersten Mal tauchte sie in der ersten Folge der dritten Staffel auf. In den vorherigen Staffeln wurde ihr Name erwähnt. Sie wohnt seit der dritten Staffel in der Nachbarschaft von Bo, Flo, Doug, Kit, Klaus und Cheese. Sie hat für kurze Zeit Flos Platz in der Familie eingenommen.
- Frau McMeyer ist eine Rentnerin mit weißer Hautfarbe und besitzt die teuersten und seltensten Katzen der Stadt. Ihr passiert in der Serie auch oft Pech. Doch es geht auch anders bei ihr.
- Muckiman ist ein starker afroamerikanischer Mann, der sehr sportlich ist. Allerdings hat er in der Folge „Wenn ich du wäre, wäre ich lieber ich“ mit dem ständigen Sport aufgehört. Zudem hat er Cheese im Kontakt, wie Posh Datybuttom.
- Posh Datybuttom ist eine entspannte Frau, die eine eigene TV-Serie hat und ist sogar mit Cheese in Kontakt, wie mit dem Muckiman. Sie trägt einen Bademantel und hat große geschminkte Lippen und besitzt ein Pferd namens Lucky.
- Joko ist ein Essenslieferant, aber er hat viele andere Jobs, wie z. B. in der Spielhalle. Er wird außerdem unterbezahlt.
- Onkel Bob ist ein alter Eisverkäufer, der die meisten Kunden im Eiscreme-Geschäft hat. Dort arbeitet er schon lange und hat bereits das Rentneralter erreicht. In Rente gehen will er allerdings nicht, da er denkt, er habe sonst kein Geld mehr.
- Zeus ist der Freund von Opa, der auch so wie Opa drauf ist und abenteuerlustig ist. Der tauchte in der Serie nur in der zweiten Staffel zwei Mal auf.
- Nockout-Nora ist Onkel Bobs Frau und die stärkste Frau der Stadt, hat aber gegen Opa verloren. Sie tauchte nur in zwei Folgen der 2. Staffel auf.

## Produktion
Boy Girl Dog Cat Mouse Cheese wird von Cloudco Entertainment in den USA, WatchNext Media in Frankreich und Kavaleer Productions in Irland produziert. Die Serie wurde in Zusammenarbeit mit Screen Ireland, Gulli, BBC Group, RTÉ, Canal J, CNC, WNM produziert. Das Konzept der Serie stammt von Jeffery B. Harter, als Autoren waren Thomas Krajewski, Andrew Barnett Jones, Ciaran Murtagh, Baljeet Rai, Wagner Cardeña, Charles-Henri Moarbes, Henry Gifford, Ashley Mendoza, Vladimir Haulet, Neil Alsip, Andrew Burrell, Matthieu Giner und Oriane Vittu De Kerraoul beteiligt. Für den Schnitt war Ivy Buirette verantwortlich und Lorenzo Sabia leitete die Animationsarbeiten. 2024 kam die dritte Staffel heraus und damit die letzte Staffel der Serie. Es entstanden 156 Folgen in drei Staffeln. Jede der Folgen hat eine Länge von 11 Minuten.

## Synchronisation
Die deutsche Synchronfassung entstand bei der Deutsche Synchron & Medienproduktion in Berlin unter der Regie von und nach einem Dialogbuch von Frank Schröder.
Weitere Rollen Lucas Wecker, Sven Brieger, Maik Rogge, Christoph Intorp und Rainer Flitzsche
| Rolle           | englische Stimme       | deutsche Stimme                                                |
| --------------- | ---------------------- | -------------------------------------------------------------- |
| Bo              | Justin Michael         | Tim Kreuer                                                     |
| Flo             | Alyson Leigh Rosenfeld | Marieke Oeffinger                                              |
| Doug            | Justin Anselmi         | Christoph Banken                                               |
| Kit             | Erica Schroeder        | Isabella Vinet                                                 |
| Klaus           | Abe Goldfarb           | Tobias Müller                                                  |
| Cheese          | Erica Schroeder        | Peggy Pollow                                                   |
| Opa             |                        | Lutz Schnell                                                   |
| Stevie Schmidt  | Tyler Bunch            | Marco Rosenberg                                                |
| Susie Schmidt   |                        | Jana Kozewa                                                    |
| Dad             | Tyler Bunch            | Simon Köstlich                                                 |
| Mom             | Samantha Cooper        | Ilka Teichmüller                                               |
| Frau Rodrigez   |                        | Ilka Teichmüller                                               |
| Frau McMeyer    | Samantha Cooper        | Eva-Maria Werth                                                |
| Lady Burlington | Serra Hirsch           | Nina Herting (Folge 43 – Folge 65) Agnes Hilpert (ab Folge 76) |
| Chad            |                        | Amadeus Strobl                                                 |
| Lila Vogel      |                        | Bettina Kenney                                                 |
| Tucker          |                        | Tom Ferenc                                                     |
| Jörg-Sven       |                        | Michael Kargus                                                 |

## Veröffentlichungen
Premiere der Serie war am 31. Oktober 2019 bei CBBC in Großbritannien. Die 52 Folgen der ersten Staffel liefen bis zum 13. Oktober 2020. Die zweite Staffel folgte vom 3. Januar 2022 bis zum 17. August 2022. Die dritte Staffel startete am 20. November 2023 und endete am 20. November 2024 mit 156 Folgen. Die deutsche Fassung wurde ab dem 15. Februar 2021 auf Super RTL beziehungsweise Toggo plus gezeigt. Die erste Staffel war am 26. März 2021 abgeschlossen. Die zweite folgte vom 10. Oktober bis 18. November 2022. In Italien war die Serie auf Super! zu sehen, in Frankreich auf Gulli, Canal J und im Disney Channel und in Kanada bei Family Channel. Ab 2021 kam sie über Cartoon Network auch nach Afrika, Südostasien, Hongkong, Australien und Neuseeland. Disney Channel brachte die Serie nach Zentral- und Osteuropa, Niederlande, Belgien und Frankreich. Auf Spanisch und Portugiesisch wurde Bo, Flo & Co. – Familie und so vom 22. April 2022 bis zum 31. Juli 2022 HBO Max gezeigt.